# Фторсилан
Фторсилан — неорганическое соединение,
фторпроизводное моносилана с формулой SiH3F,
бесцветный газ.

## Получение
- Фторирование хлорсилана трифторидом сурьмы в присутствии катализатора:

{\displaystyle {\mathsf {3SiH_{3}Cl+SbF_{3}\ {\xrightarrow {SbF_{5}}}\ 3SiH_{3}F+SbCl_{3}}}}

## Физические свойства
Фторсилан образует бесцветный газ.